# Almoéz Alí
Almoéz Alí Zainalabedeen Mohamed Abdulla (* 19. srpna 1996) je katarský fotbalista, který hraje jako útočník za Al-Duhail SC, kterého je také kapitánem. Narodil se v Súdánu, ale hraje za katarskou reprezentaci, které je nejlepším střelcem.
V letech 2019 a 2023 vyhrál s reprezentací  mistrovství Asie ve fotbale. Na Mistrovství v roce 2019 vstřelil devět gólů a byl vyhlášen nejlepším hráčem turnaje. Je jediným fotbalistou, který skóroval na třech různých kontinentálních soutěžích – těmi jsou Mistrovství Asie, Copa América a Zlatý pohár CONCACAF.

## Klubová kariéra

### Mládežnické kluby
Alí se narodil v Súdánu a ještě jako dítě se přestěhoval do Kataru. Jeho matka je ze Súdánu. V 7 letech začal hrát za Al-Mesaimeer SC. Z Mesaimeeru přestoupil do Lekhwiye SC. V roce 2015 hrál za mládež belgického Eupenu.

### LASK
V červenci 2015 přestoupil do seniorského týmu rakouského LASKu. 27. listopadu 2015 vstřelil za klub gól, stal se tak druhým občanem Kataru, který skóroval v rakouské lize.

### Cultural Leonesa
V lednu 2016 Alí přestoupil do Culturalu Leonesa ze třetí španělské ligy, Segundy División B. 3. dubna 2016 vstřelil za klub svůj první gól. Stal se tak prvním katarským fotbalistou, který kdy skóroval ve španělské soutěži. 

### Al-Duhail

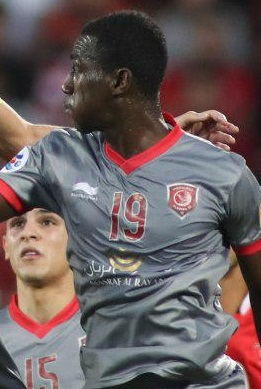
Alí v roce 2018

V sezóně 2016/17 se vrátil do Lekhwiyi. Za klub odehrál 25 zápasů, vstřelil 8 gólů a přidal 8 asistencí.
V následující sezóně se Lekhwiya sloučila s El Jaishem v Al-Duhail.